# Противостояние (альбом)
«Противостояние» — седьмой студийный альбом российской метал-группы «Маврин», вышедший в 2012 году. В 2014 году вышло переиздание.

## Об альбоме
По словам Сергея Маврина, работа над альбомом продолжалась около четырёх месяцев. Альбом является концептуальным и сильно приближен к рок-операм и отличается музыкальным разнообразием. В работе над ним приняли участие многие музыканты, известные на российской метал-сцене. В 2014 году вышло переиздание альбома, содержащее песни, подвергшиеся ремастерингу, две из которых были полностью перезаписаны.

## Список композиций
Вся музыка написана Сергеем Мавриным, кроме 8.
| №                   | Название              | Текст песни         | Музыка              | Вокал                                      | Длительность |
| ------------------- | --------------------- | ------------------- | ------------------- | ------------------------------------------ | ------------ |
| 1.                  | «1995»                | —                   |                     | инструментальная                           | 2:14         |
| 2.                  | «Противостояние»      | Анна Балашова       |                     | Артур Беркут                               | 5:16         |
| 3.                  | «Каждый сам»          | Маврин              |                     | Алексей Булгаков                           | 4:37         |
| 4.                  | «Война свиней»        | Маврин              |                     | Беркут, Виталий Дубинин                    | 4:48         |
| 5.                  | «Дождь достигает дна» | Балашова            |                     | Балашова                                   | 3:50         |
| 6.                  | «Children of...»      | —                   |                     | инструментальная                           | 5:55         |
| 7.                  | «Эпилог»              | Балашова            |                     | Артём Стыров, Дмитрий Борисенков, Балашова | 4:21         |
| 8.                  | «Русь»                | Балашова            | Маврин, Алексеев    | Михаил Житняков                            | 4:59         |
| 9.                  | «Ветер странствий»    | —                   |                     | инструментальная                           | 5:00         |
| 10.                 | «Стоявшие у Солнца»   | Маврин              |                     | Стыров                                     | 4:29         |
| 11.                 | «Game over»           | —                   |                     | инструментальная                           | 4:44         |
| Общая длительность: | Общая длительность:   | Общая длительность: | Общая длительность: | Общая длительность:                        | 50:13        |

## Участники записи
- Артём Стыров, Артур Беркут, Алексей Булгаков, Виталий Дубинин, Дмитрий Борисенков, Михаил Житняков и Анна Балашова — вокал.
- Сергей Маврин — гитара, клавишные.
- Юрий Алексеев — ритм-гитара.
- Леонид Максимов — бас-гитара.
- Дмитрий Завидов — ударные.

Инструментальная композиция «1995» является интерпретацией первой части песни «Shine On You Crazy Diamond» группы «Pink Floyd». Название отсылает к началу первой чеченской войны, а также к дате создания песни (она была придумана, когда Сергей Маврин вместе с Валерием Кипеловым работал над программой «Назад в будущее»). «Children of…» — инструментальная версия песни «Дети неба» из мини-альбома «Иллюзия», а «Ветер странствий» — инструментальная версия песни «Противостояние». Женские вокальные партии в альбоме исполняет не профессиональная певица, а поэтесса группы — Анна Балашова.